# 豊田市立井上小学校
豊田市立井上小学校（とよたしりつ いのうえしょうがっこう）は、愛知県豊田市井上町にある公立小学校。

## 概要
- 井上町、御船町が校区である。公立中学校に進学する場合は豊田市立井郷中学校へ進学する [1]。

## 沿革
- 1985年（昭和60年）4月 - 豊田市立四郷小学校、豊田市立青木小学校から分離し、開校。

## 交通アクセス
- 名鉄三河線猿投駅下車、徒歩約15分。
- とよたおいでんバス【8系統】さなげ・足助線「井上町3丁目」バス停より徒歩約5分。

## 周辺施設
- 杜若高等学校
- 愛知県立猿投農林高等学校
- 豊田市立井郷中学校
- 豊田市立猿投台中学校
- 豊田市立四郷小学校
- 豊田市立青木小学校
- 豊田信用金庫井上支店
- 豊田市運動公園野球場
- 名鉄三河線猿投駅